# Lemmingvallen
Lemmingvallen är en fotbollsanläggning i Utby i östra Göteborg. Den har en gräsplan och en konstgräsplan för elvamannaspel samt två sjumanna-grusplaner.